# ポルシェ・911
911 (ドイツ語：neun-elf / ノイン・エルフ)は、ドイツの自動車メーカーポルシェが1964年から製造・販売しているスポーツカーである。

## 概要
1963年のフランクフルト・モーターショー（当時）で発表、1964年の発売以来、現在に至るまで第一級の走行性能を持つスポーツカーとして知られており、ポルシェのフラッグシップモデルとしての座を担っている。デビュー当初から一貫して「水平対向6気筒のリアエンジン車」という構成を保っており、21世紀の現在では希少なリアエンジン量産車として異色の存在でもある。また、1990年代まで四輪車では数少なくなっていた空冷エンジンを搭載していたことでも知られる。時代に応じて多少の変化はあるが、ファストバックの車体形状と丸型ヘッドランプは、デビュー以来不変である。

## タイプ7
1956年にスタートした356の後継車プロジェクトはフェルディナント・アレクサンダー・ポルシェを中心に進められた。356は設計当初2座席であり、2年生産された後に補助座席として後部2座席が付け足され、室内が狭かったことから、室内スペースを広く取るためホイールベースを延長し、2+2シートを確保するという骨格のもとで進められ、試作車が3 - 4台製作された。プロジェクトはエルヴィン・コメンダ（Erwin Komenda ）に引き継がれ、一時は大型4人乗りモデルも検討されたが、最終的に2+2のコンパクトクーペに落ち着いた。

## 初代 901型（1964年 - 1977年）

### Oシリーズ
1963年に356の後継車としてフランクフルトモーターショーでプロトタイプがデビューし、1964年から本格生産に入った。当初は開発コードそのままに「901」と名乗っていたが、プジョーが中央に0の入った3桁数字をすべて商標登録していたため「911」と改めた。初代生産型は開発コードの901からそのまま901型（Typ 901）と称され、部品番号も901から始まっている。同様の理由でポルシェ・904はポルシェ・カレラGTSに改名されている。通称「ナロー」。日本にはミツワ自動車により1965年より輸入されている。技術担当重役はF.トマラ、エンジン開発主任はフェルディナント・ピエヒ、スタイリングはフェルディナント・アレクサンダー・ポルシェが担当した。
エンジンは新たに開発された空冷水平対向6気筒で、内径 ⌀80 mm × 行程 66 mm。低騒音と高出力を兼ね備えており将来性があるとの観点から、従来のプッシュロッド式に換えてSOHCが採用された。排気量は大きなマージンを取り、かつ手の届きやすい価格にするため1,991 ccになったものの、後の市場の要求次第で2.7 L程度まで拡大できるようになっていた。総アルミニウム合金製のクランクケース、チェーン駆動されるカムシャフト、ドライサンプ、鉄製シリンダーライナーをアルミフィンで包んだバイラル構造シリンダー、軸流式冷却ファンなどが特徴点として挙げられる。キャブレターはソレックストリプルチョーク40PIオーバーフロー型をツインキャブで採用していた。クラッチはフィヒテル&ザックス（Fichtel & Sachs、現・ZF）が生産した砂型アルミニウム鋳物製で軸間距離は68 mm、⌀215 mm単板ダイアフラム式。
全長は4,163 mm。全幅は1,610 mm。ホイールベースは2,211 mm。トレッドは前 1,337 mm、後 1,317 mm。ホイールサイズは前後とも4.5×15 in。タイヤは前後とも165HR15。ブレーキは1系統でパッド面積は前 52.5 cm2、後 40 cm2。オルタネーターは490 W。
暖房はヒートエクスチェンジャーに加え、補助的にメインタンクのガソリンを燃料とし、電気的に点火するエバスペッヒャーの燃焼式ヒーターを標準採用した。
1967年のフランクフルトモーターショーでタルガモデルが発表された。
- 911 - エンジンは圧縮比9.0で出力 130 PS (96 kW; 128 hp) / 6,100 rpm、最大トルク 17.8 kgf⋅m (174.6 N⋅m) / 4,200 rpmの901/01型が搭載されていた。プロトタイプは高度な腕を持つ職人が個々に作っていたので問題が起こらなかったが、大量生産を始めるとフロントキャンバー4分、リアキャンバー1度6分、フロントトーイン15から20分、リアトーイン0から - 2分、キャスター7度45分[2]という厳しいサスペンション調整に関する公差を守れず、初期の製品は非常にハンドリングが神経質となったため、11 kgもの鋳鉄製の錘2つが「バンパー補強材」の名目でフロントバンパー両側に取り付けられた。初期型に搭載されていたソレックス製キャブレターでは2,500 - 3,000 rpmの領域でパワーが出ず、ソレックスの工場に社員が派遣されたが効果は上がらず、1966年2月から元々ランチア・フラミニアV6用に開発されたウェーバー401IDA3C/40IDA3C1に変更され、これによりエンジン形式名が901/05型エンジンとなった。911Sに先行して採用されていた新型のヒートエクスチェンジャーが1966年11月に採用され、暖房の効きが改善されると同時に、バルブオーバーラップを小さくした901/06型エンジンとなった。
- 911S（1966年7月25日発表、1967年発売） - Sはスポーツを意味する。軽合金鍛造ピストンの採用、バルブ大径化とオーバーラップ引き上げ、ポート大径化、圧縮比9.8で出力 160 PS (118 kW; 158 hp) / 6,600 rpm、最大トルク 18.2 kgf⋅m (178.5 N⋅m) / 5,200 rpmの901/02型エンジンを搭載し、リアトレッドを拡大したモデル。トランスミッションは5速のみ高くし911用を流用している。新型のヒートエクスチェンジャーが使用され、暖房の効きが改善された。ブレーキは通風式となった。

### Aシリーズ
1967年8月から1968年7月まで生産された。ホイールが5.5J15に変更された。セミオートマチックトランスミッションであるスポルトマチック905型のオプション設定がされた。スポルトマチック搭載車はエンジン形式が別になっているが、装着に必要なアタッチメントラグを持つ以外の差はない。ブレーキが2系統に増えた。燃焼式ヒーターはオプションになった。
- 911L（1968年発売） - 911Tが出た事で、それまでの911の名称を改称。Oシリーズの911Sに続いてブレーキが通風式になった。引き続き901/06型エンジン、スポルトマチック車は901/07型エンジン。アメリカ仕様[注釈 6]901/14、アメリカ仕様スポルトマチック車901/17。
- 911T（1968年発売） - ポルシェ912に代わる廉価版として、カムシャフトや圧縮比変更（圧縮比8.6）で110 PS (81 kW; 108 hp) / 5,800 rpm、16.0 kg⋅m (156.9 N⋅m) / 4,200 rpmにデチューンされた901/03型エンジンを搭載。足回りはスタビライザーを外しソフトにして中低速域の扱いよさ、乗り心地を向上させた。エンジンのシリンダーブロックの材質をアルミから鋳鉄に変更。ピストン、クランクシャフトも一般の911の鍛造から鋳造に変更されるとともにカウンターウェイトを省略。内装もプラスチックやビニールレザー多用など各所でコストダウンして作られた。しかしこれは、レース車輛への改造を念頭に置いた物でもあった。レース用に交換、除去される部分をあらかじめ安く作って安く提供する事でプライベーターの負担を軽減した。レースで使うなら、高価な911Sでも廉価な911Tでも交換、除去するパーツは同じであり、逆にレギュレーションで交換の許されないシリンダーヘッド、バルブ径などは911Sと共通であった。レース用ベース車とも取れ、事実、ポルシェはTをSとは同じツーリングカークラス参加へ公認申請、多くの911Tのエンブレムをつけた車がレースに参加しており「T」の名称はツーリングクラス出場権を表す「T」とも読めた。
- 1968年にセミオートマチックトランスミッションであるスポルトマチックの設定がされ、スポルトマチック車は901/13型エンジン、ブレーキが通風式となった。
- 911S - エンジンはOシリーズと同一。スポルトマチック車は901/08型エンジン。
- 911R（1967年限定発売） - レース、ラリー用特殊モデル。デュアルイグニッション、特殊軽合金製シリンダーブロックの採用、圧縮比10.3、バルブの大径化と開閉タイミング変更、ウェーバー46IDAキャブレター採用等ポルシェ・906とほぼ同等のチューニングを受け、210 PS (154 kW; 207 hp) / 8,000 rpm、21 kgf⋅m (205.9 N⋅m) / 6,000 rpmを発生する901/22型[注釈 7]エンジンを搭載した。ボディーはフロントフェンダー、前後リッド、バンパーがグラスファイバーに、窓がアクリル板にそれぞれ置換、内装も簡素化され、車両重量は800 kgと大幅に軽量化された。先行試作3台と量産20台、計23台が生産された。量産型は製造をカール・バウアが担当し、窓が薄く軽量化されているなど細部が異なる。また量産型のうち数台はワークスに残ってレースに参戦した。1967年にイタリア、トスカーナの公道サーキット（永久サーキットのムジェロ・サーキットの前身）で行なわれたフレスコバルディ・トロフィー（国際スポーツカー選手権第9戦）へプロトタイプ2リットルクラスで参加し、クラス優勝（総合3位、上位2台は同2リットル超クラスの910）、スポルトマチック搭載車がマラトン・ド・ラ・ルート（マラソン・デ・ラ・ルート）で総合優勝、1968年トスカーナの公道サーキットで行なわれたムジェロ・グランプリで総合3位入賞（上位2台は同クラスのアルファロメオ・Ｔ33/2と910）、1969年ツール・ド・フランスで総合優勝、DOHCの916型エンジン搭載車がツール・ド・コルスで優勝した。

1967年、モンツァ・サーキットで本来出場予定だった906の代役でスピード世界記録に挑戦した。この際持ち込まれたエンジンは、挑戦開始直前に100時間耐久ベンチテストを済ませ、点検のために降ろされていたエンジンであり、本来記録挑戦に使えるようなものではなかったが手違いで持ち込まれたことが判明した。しかし、時間がなかったためそのまま使用され、トヨタ・2000GTが持っていた記録を大幅に更新、連続走行15,000 km、10,000 マイル、20,000 km、72時間、90時間の世界新記録と14の2,000 ccクラス国際新記録を達成した。
| 種目         | 平均最高速度             |
| ------------ | ------------------------ |
| 3時間        | 226.69 km/h              |
| 6時間        | 225.26 km/h              |
| 12時間       | 214.56 km/h              |
| 24時間       | 212.31 km/h              |
| 48時間       | 210.14 km/h              |
| 72時間       | 209.95 km/h              |
| 96時間       | 209.23 km/h              |
| 1,000マイル  | 225.63 km/h (140.20 mph) |
| 2,000マイル  | 211.54 km/h (131.44 mph) |
| 5,000マイル  | 212.24 km/h (131.88 mph) |
| 10,000マイル | 210.29 km/h (130.67 mph) |
| 1,000 km     | 226.25 km/h              |
| 2,000 km     | 217.00 km/h              |
| 5,000 km     | 212.25 km/h              |
| 10,000 km    | 210.22 km/h              |
| 15,000 km    | 210.02 km/h              |

### Bシリーズ
1968年8月から1969年7月まで生産された。ホイールベースが2,271 mmに延長されるなどで操縦性が大幅に改善され、ポール・フレールは「ポルシェの中古車を買おうとしている人々に、それ以前の車は考えない方がいいとわたしは助言してきた」と書いている。185/70VR15タイヤと15インチ×6Jのホイールを納めるためにホイールアーチがつくようになり、これ以降「ナロー」の俗称を使わない者もいる。911Eと911Sの燃料供給がボッシュ製6プランジャーメカニカルインジェクションに変更され、出力が向上するとともに燃費が改善され、また点火が容量放電となって渋滞時のプラグ汚損が軽減された。リアウィンドーに熱線が入り、オルタネーターが770 Wに大容量化されている。エアコンがオプション設定された。シフトパターンが一速が左上に来る一般的な物になった。
- 911T - クランクケースがマグネシウム圧力鋳造品に変更されることで10 kg軽量化された。ブレーキのパッド面積は前 52.5 cm2、後 52.5 cm2。
- 911E（1969年発売） - 911Lからの改名。圧縮比9.1で140 PS (103 kW; 138 hp) / 6,600 rpm、17.8 kgf⋅m (174.6 N⋅m) / 4,500 rpmの901/09型エンジン、スポルトマチック901/11型エンジン。
- 911S - 170 PS (125 kW; 168 hp) / 6,800 rpm、18.5 kgf⋅m (181.4 N⋅m) / 5,500 rpmの901/10型エンジン。オイルクーラーが新設された。フロントブレーキキャリパーはアルミニウム製となりパッド面積は前 78 cm2、後 52.5 cm2、ライニング13 mm厚。

### Cシリーズ
1969年8月から生産された。内径 ⌀84 mm × 行程 66 mmに拡大し排気量2,195 cc。マニュアルトランスミッションのケースがアルミニウムダイカスト製に強化された911型となり、クラッチは ⌀225 mmに大径化された。マニュアルトランスミッションケースは後にマグネシウム合金製に変更された。
- 911T/2.2 - 125 PS (92 kW; 123 hp) / 5,800 rpm、18.0 kgf⋅m (176.5 N⋅m) / 4,200 rpmの911/03型エンジンに変更した。スポルトマチック装備は911/06型、US仕様は911/07型、US仕様スポルトマチック装備は911/08型エンジン。キャブレターがソレックス製からゼニス・ストロンバーグ製に置換された[3]。マニュアルトランスミッションは4速が標準でオプションで5速も選択できた。マニュアルトランスミッション車のブレーキが通風式となりこれで全車種通風式となった。容量放電が911Tにも採用され、全車種容量放電点火となった。
- 911E/2.2 - マニュアルトランスミッションは5速が標準。155 PS (114 kW; 153 hp) / 6,200 rpm、19.5 kgf⋅m (191.2 N⋅m) / 4,500 rpmの911/01型、スポルトマチックは911/04型エンジン。自動車高調整機能付きハイドロニューマチックストラットを装備している[3]。
- 911S/2.2 - 180 PS (132 kW; 178 hp) / 6,500 rpm、20.3 kgf⋅m (199.1 N⋅m) / 5,200 rpmの911/02型エンジン。マニュアルトランスミッションは5速のみでスポルトマチックは用意されなかった。

### Dシリーズ
1971年7月まで生産された。
- 911T
- 911E
- 911S

### Eシリーズ
1971年8月から生産された。内径 ⌀84 × 行程 70.4 mmで排気量 2,341 ccに拡大された。マニュアルトランスミッションはレース用の916型をベースとし軸間距離 77 mmに拡大されたマグネシウムダイキャスト製5速915型または4速915型に変更された。クラッチが ⌀225 mmに拡大された。オプションのスポルトマチックも強化されつつトルク比2.2に変更された4速925型または3速925/10型に変更された。エンジンオイルのタンクが右後輪の前に移動された。
- 911T/2.4 - 130 PS (96 kW; 128 hp) / 5,600 rpm、20 kgf⋅m (196.1 N⋅m) / 4,000 rpmの911/57型エンジン、スポルトマチックは911/67型エンジン。ヨーロッパ仕様のゼニス製キャブレターのままではアメリカの排気ガス規制に適合できず、アメリカ仕様は911E/2.4や911S/2.4と共通の6プランジャー（機械式）燃料噴射ポンプを採用し、140 PS (103 kW; 138 hp) / 5,600 rpm、20 kgf⋅m (196.1 N⋅m) / 4,000 rpmの911/51型エンジン、スポルトマチックは911/61型エンジンとなった。アメリカの排出ガス規制が厳しくなり、1973年1月よりボッシュのKジェトロニックに変更され、圧縮比8.0で140 PS (103 kW; 138 hp) / 5,700 rpm、20.5 kgf⋅m (201.0 N⋅m) / 4,000 rpmの911/91エンジン、スポルトマチックは911/96型エンジンに置換された。
- 911E/2.4 - 165 PS (121 kW; 163 hp) / 6,200 rpm、21 kgf⋅m (205.9 N⋅m) / 4,000 rpmの911/52型、スポルトマチックは911/62型エンジン。
- 911S/2.4 - 190 PS (140 kW; 187 hp) / 6,500 rpm、22 kgf⋅m (215.7 N⋅m) / 4,000 rpmの911/53型、スポルトマチックは911/63型エンジン。

### Fシリーズ
1973年7月まで生産された。コストと使い勝手の面からエンジンオイルタンクが右後輪後部に戻された。
- 911T/2.4
- 911E/2.4
- 911S/2.4

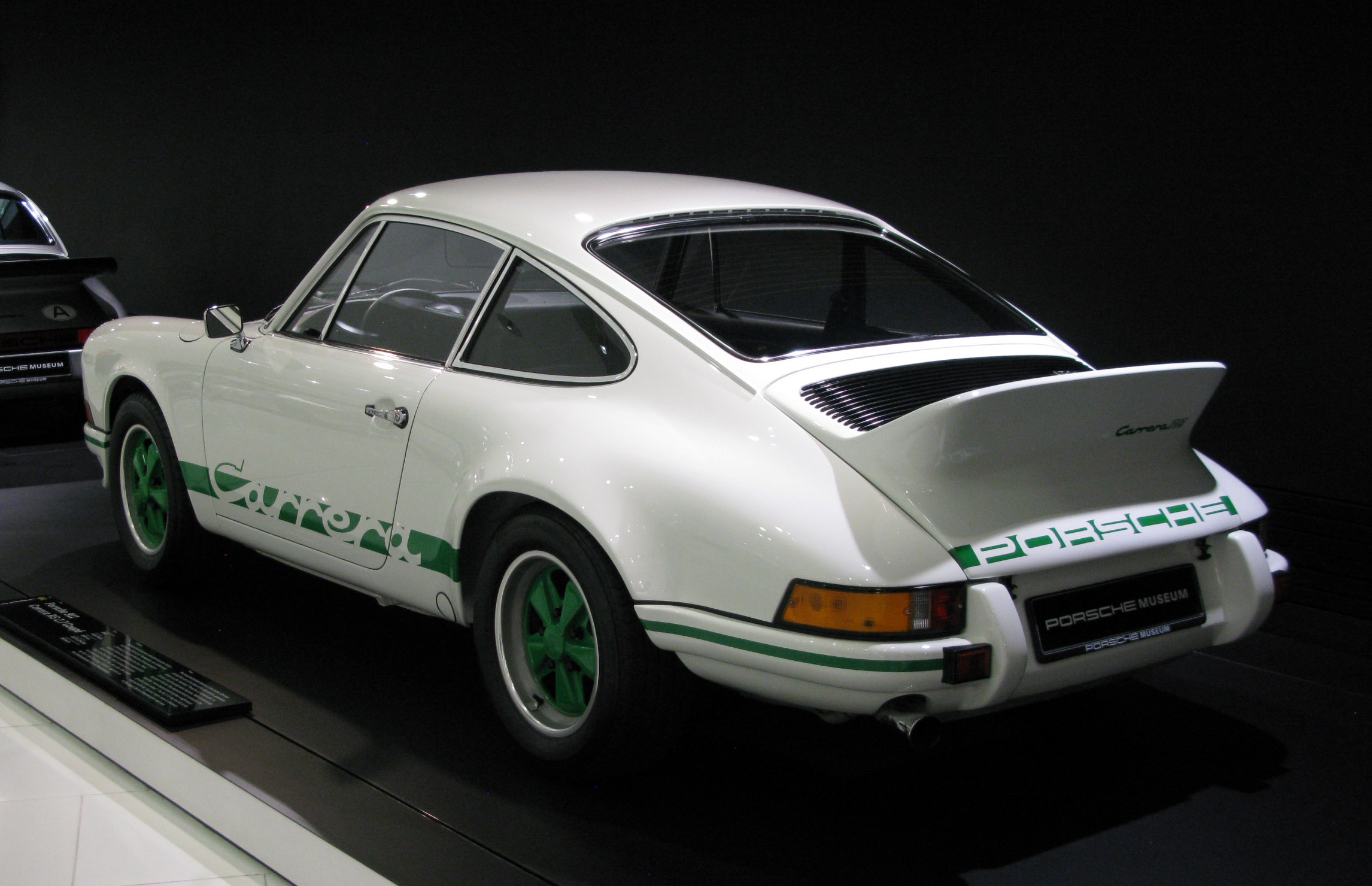
911カレラRS2.7

- 911カレラRS2.7911カレラRS2.7（1973年限定生産？） - グループ4のホモロゲーションを取得するため、911S/2.4をベースに当初500台が限定販売された。ボディを軽量化し、内径 ⌀90 mm × 行程70.4 mm、圧縮比 8.5、排気量 2,687 ccで出力 210 PS (154 kW; 207 hp) / 6,300 rpm、26 kgf⋅m (255.0 N⋅m) / 5,600 rpmの911/83型エンジンを搭載した。ツーリング、スポーツ、レーシングの3グレードがあり、スポーツグレードの重量は960 kg、ツーリングは1,075 kg[4]。当初の生産台数はすぐに売り切り、1,000台以上が追加生産されたためグループ3のホモロゲーションも得た。日本に正規輸入されたのはスポーツグレードのみで14台。「73（ナナサン）カレラ」と俗称され名車として現在まで語り継がれている。トランスミッションは5速915型のみ。917からフィードバックされた技術で、アルミニウムシリンダーの摺動面にニッケルとシリコンの化合物を付着させた「ニカシル」めっきシリンダーにより、ボアピッチを広げること無くこの大きな内径を実現している。ホイールはフロント6J15、リア7J15。タイヤはフロント185/70VR15、リア215/60VR15。

### Gシリーズ
1973年8月から1974年7月まで生産された。外観が、米国の連邦自動車安全基準 (Federal Motor Vehicle Safety Standard, FMVSS) のバンパー強度規定Std215に従った5マイルバンパーの装着により一新された。以降930型が製造中止になる1989年まで「ビッグバンパー」と俗称されたが、ノンターボモデルは901型のまましばらく生産された。
エンジンは、内径 ⌀90 mm × 行程 70.4 mm、排気量 2,681 ccに拡大された。ニカシルシリンダーで後アルシルシリンダーに変更された。リアサスペンションアームがアルミニウム鋳物製となった。
- 911/2.7 - カムシャフトが新型の911/97型に変更された911/92型エンジン、スポルトマチックが911/97型エンジン。
- 911S/2.7 - カムシャフトが新型の911/98型に変更された911/93型エンジン、スポルトマチックは911/98型エンジン。
- 911SC/2.7
- 911カレラRS3.0（1975年限定発売） ? 109台生産され、うち50台以上がカレラRSRに改造された。内径 ⌀95 mm × 行程 70.4 mm、圧縮比 10.3の2,994 ccで、 230 PS (169 kW; 227 hp) / 6,200 rpm、28.0 kgf⋅m (274.6 N⋅m) / 5,000 rpmの911/77型エンジン。燃料供給はボッシュメカニカルインジェクション。トランスミッションは5速915型のみ。ブレーキはポルシェ・917から流用したアルミニウム製。ボディ重量は900 kg。
- カレラRSR（1975年限定発売） - 911カレラRS2.7をレース用に改造したもので排気量 2,806 cc、300 PS (221 kW; 296 hp) / 8,000 rpm、33.0 kgf⋅m (323.6 N⋅m) / 6,500 rpmの911/72型エンジンを搭載している。ブレーキは917から流用しカムシャフトは906から流用している。ボディ重量は900 kg。1975年には、排気量2,994 cc、出力が345 PS (254 kW; 340 hp)まで向上している。

### Hシリーズ
1974年8月から1975年7月まで生産された。オルタネーターが980 Wに大容量化され、ヒートエクスチェンジャーが改良され、オプションだった燃焼式ヒーターは廃止された。排出ガス対策の影響でポルシェ史上初めてアメリカ市場向けのエンジンの公称性能を他の市場向けより低く称した。
- 911/2.7 - ボッシュKジェトロニックで150 PS (110 kW; 148 hp) / 5,700 rpm、24 kgf⋅m (235.4 N⋅m) / 3,800 rpmの911/41型エンジン、スポルトマチックは911/46型エンジン。アメリカには輸出されなかった。
- 911S/2.7 - ボッシュKジェトロニックで175 PS (129 kW; 173 hp) / 5,800 rpm、24 kgf⋅m (235.4 N⋅m) / 4,000 rpmの911/42型エンジン、スポルトマチックは911/47型エンジン。アメリカ市場向けは165 PS (121 kW; 163 hp)、23 kgf⋅m (225.6 N⋅m)の911/43型エンジン、スポルトマチックは911/48型エンジン。カリフォルニア向けはEGRを装着し160 PS (118 kW; 158 hp)、22.4 kgf⋅m (219.7 N⋅m)の911/44型エンジン、スポルトマチックは911/49型エンジン。
- 911SC/2.7 - 機械インジェクションで210 PS (154 kW; 207 hp)。

### Iシリーズ
1975年8月から生産された。ブレーキのパッド面積は前 78 cm2、後 52.5 cm2。オートチョークを装備した。給油ポンプが大型化され、冷却ファンが5枚羽根に強化された。Hシリーズ911/2.7に相当するグレードは廃止され、Hシリーズ911S/2.7に相当する911/2.7と911SC/2.7に相当する911カレラ3.0のみとなった。1976年から全車種溶融亜鉛めっきで防錆処理されたティッセン（現ティッセンクルップ）製鋼板を採用し、ボディの耐久性が大幅に向上した。サイドミラーの角度調整が電動式となった。
- 911/2.7 - Hシリーズの911S/2.7に搭載されていたエンジンを搭載した。
- 911カレラ3.0 - 内径 ⌀95 mm × 行程 70.4 mmの2,994 cc。オプションで前が15インチ7Jホイールに205/50VR15タイヤでトレッド1,398 mm、後が15インチ8Jホイールに225/50VR15タイヤでトレッド1,405 mm。
- 911リミテッド（1976年限定発売） - フェルディナント・ポルシェ生誕100周年[6]を記念し500台限定。一般の911より70万円も高価であったが日本でも50台が販売された。外部塗装は、ダイヤモンドシルバーメタリック。薄く色が入ったアロイホイール、布ばりシート、パワーウィンドー、フロント色ガラスが特別仕様。

### Kシリーズ
1977年7月まで生産された。
- 911/2.7
- 911カレラ3.0 - オプションで前が7J16inホイールに205/55VR16タイヤでトレッド1,438 mm、後が16インチ8Jホイールに225/50VR16タイヤでトレッド1,511mm。

### Lシリーズ
1977年8月から生産された。180 PS (132 kW; 178 hp) / 5,800 rpm、25 kgf⋅m (245.2 N⋅m) / 4,000 rpmのエンジン。

## 2代目 930型（1975年 - 1989年）
アメリカ合衆国の連邦自動車安全基準 (Federal Motor Vehicle Safety Standard, FMVSS) のバンパー強度規定Std215に適合するため、大型の5マイルバンパーが装着された。このことから「ビッグバンパー」と通称される。
ボディの種類はクーペと脱着式のルーフをもつタルガの2種類。トランスミッションは当初915型と呼ばれるポルシェ内製トランスミッション（ポルシェシンクロ）を採用した。
911初のターボモデルである「911ターボ」は、1973年のフランクフルトモーターショーでプロトタイプが公開されたのち、1974年のパリサロンで量産仕様が発表され、1975年に発売された。ポルシェの市販車として初のターボ搭載車となった911（930）ターボは、その後も改良を重ね、ポルシェのフラッグシップモデルのひとつとして昇華していくこととなる。
当初、「930」という型式はターボモデルのみに与えられ、自然吸気（NA）モデルは901型のままであったが、1978年にはNAモデルも930型に移行している。

### Hシリーズ
- 911ターボ（1975年発売、1976年日本発売） - 1973年フランクフルトモーターショーで「911ターボ」試作車が展示され、280 PSで最高速度280 km/hとアナウンスされていた。1974年パリサロンに「930ターボ」試作車が展示された。生産車は内径φ95 mm×行程70.4 mmで2,994 cc、圧縮比6.5の930/50型エンジンを搭載、ボッシュKEジェトロニックとブースト圧0.8気圧のKKK（ドイツ語版、現ボルグワーナー）製ターボチャージャーで260 PS/5,500 rpm、35.0 kgm/4,500 rpm。日本仕様は昭和50年（1975年）規制に適合するため等で245 PS/5,500 rpm、35.0 kgm/4,000 rpm[7]。大パワーに対応するワイドタイヤを納めるべくフェンダーは拡大され全幅は1,775 mm。1978年モデルからはカタログ上の名称が、「ターボ」（1978年）、「930ターボ」（1979年）、「911ターボ」（1980年）と変遷しているが、特別大きな変更はない。豪華な内装をもつ高性能スポーツカーとして高価格ながら販売は好調であった。トランスミッションは当初4速MT930型であり、ポルシェは「ありあまるパワーには4速で充分」と説明したが、「ポルシェシンクロトランスミッションの許容量がターボのトルクとパワーに耐え切れず、やむなく4速にした」というのが通説。クラッチ径はφ240 mm。

### Iシリーズ
1975年8月から生産された。サイドミラーが電動式となった。1976年から全車種溶融亜鉛めっきで防錆処理された鋼板を採用し、ボディの耐久性が大幅に向上した。
- 911ターボ

### Kシリーズ
1977年7月まで生産された。
- 911ターボ - 前が7J16inホイールに205/55VR16タイヤでトレッド1,438 mm、後が8J16inホイールに225/50VR16タイヤでトレッド1,511 mm。

### Lシリーズ
1977年8月から生産された。
- 911ターボ - 内径φ97 mm×行程74.4 mm、排気量3,299 ccに拡大され、圧縮比7.0で300 PS/5,500 rpm、42.0 kgm/4,000 rpm。新たに空冷式インタークーラーを装備した。エンジン取り付け位置が30 mm後退し、これに伴いリアタイヤの指定空気圧が上げられた[8]。アメリカ向けと日本向けはサーマルリアクターと低オクタンガソリン対応のため265 PSに抑えられている。

### 1978年モデル
901型のままだったノンターボ車が930型に移行した。この年新潟県警察にパトロールカーとして配備され、その後20年近く活躍したことが知られている。
- 911SC（1978年発売） - 従来の911Sに当たる。内径φ95 mm×行程70.4 mmの2,994 cc、930/17型エンジン。ボッシュのKジェトロニック、圧縮比8.5、180 PS/5,500 rpm、27.0 kgm/4,000 rpm。
- 911SCS（1978年発売） - 従来の911カレラに当たる。
- 911ターボ

### 1979年モデル
- 911SC
- 911ターボ

### 1980年モデル
- 911SC
- 911ターボ

### 1981年モデル
日本でターボモデルの輸入が一時途絶えた。
- 911SC

### 1982年モデル
- 911SC

### 1983年モデル
ポルシェ・356で人気のあったオープンモデルであるカブリオレが復活した。
- 911SC

### 1984年モデル
1984年フランクフルトモーターショーで「カレラ」の名称が復活した。
- 911カレラ - 内径φ95 mm×行程74.4 mm、圧縮比10.3、排気量3,164 ccエンジン。225 PS/5,900 rpm、27.3 kgm/4,800 rpm。フラップ式エアフロメーターのボッシュLジェトロニックを採用した。馬力も1973年のカレラRSを超えたことから、かつてレーシングモデルにのみ与えられていたカレラの名称は以降ノンターボモデルの名称として使用されるようになった。

### 1985年モデル
フロアパンとバルクヘッドの板厚が0.75 mmから1 mmにアップし、剛性が向上した。ターボの日本輸入が再開された。
- 911カレラ
- 911ターボ

### 1986年モデル
- 911カレラ
- 911ターボ - ボッシュKジェトロニック。ターボはKKK製。内径φ97 mm×行程74.0 mm、3,287 cc、288 PS/5,300 rpm、38.9 kgm/4,250 rpm[10]。

### 1987年モデル
ノンターボモデルのトランスミッションがボルグワーナー式のゲトラグ製G50型を採用した。
- 911カレラ
- 911ターボ

### 1988年モデル
コンロッドボルトが強化され、ブレーキパッドがアスベストフリーとなった。
- 911カレラ
- 911ターボ - ボディーバリエーションとしてタルガトップ[11]。とカブリオレ[12]を選択できるようになった。
- 911ターボ・フラットノーズ（1988年限定発売） - リトラクタブルライトとすることで空力を改善し、330 PSエンジンを搭載したモデル。

### 1989年モデル
- 911カレラ
- 911カレラスピードスター1989年限定
- 911ターボ - トランスミッションが5速のゲトラグ製に変更されている。
- 911ターボS（1989年限定発売） - 330 PSエンジンを搭載し足回りも強化され少数製造された。

## 3代目 964型（1989年 - 1993年）
ボディ構造が一般的なモノコックとなり、サスペンションのスプリングがトーションバーからコイルに変更された。外観は先代までのキープコンセプトだが、8割が新規部品である。四輪駆動のカレラ4、トルコン式ATのティプトロニックが設定された。

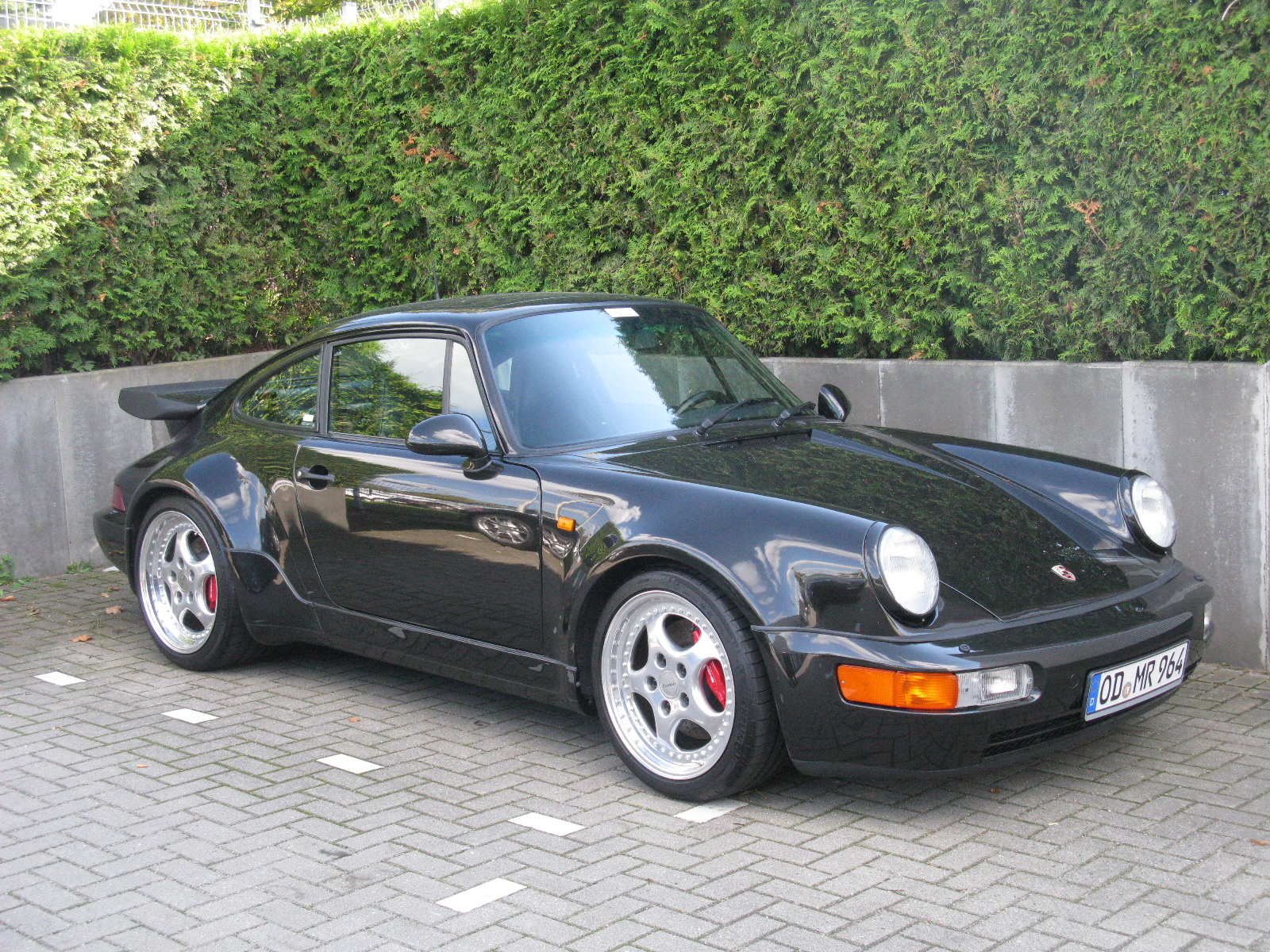
964型

## 4代目 993型（1993年 - 1997年）
リアのサスペンションがサブフレームマウントのマルチリンク式に変更された。また、ポルシェの量産車としては最後の空冷エンジン搭載車となった。

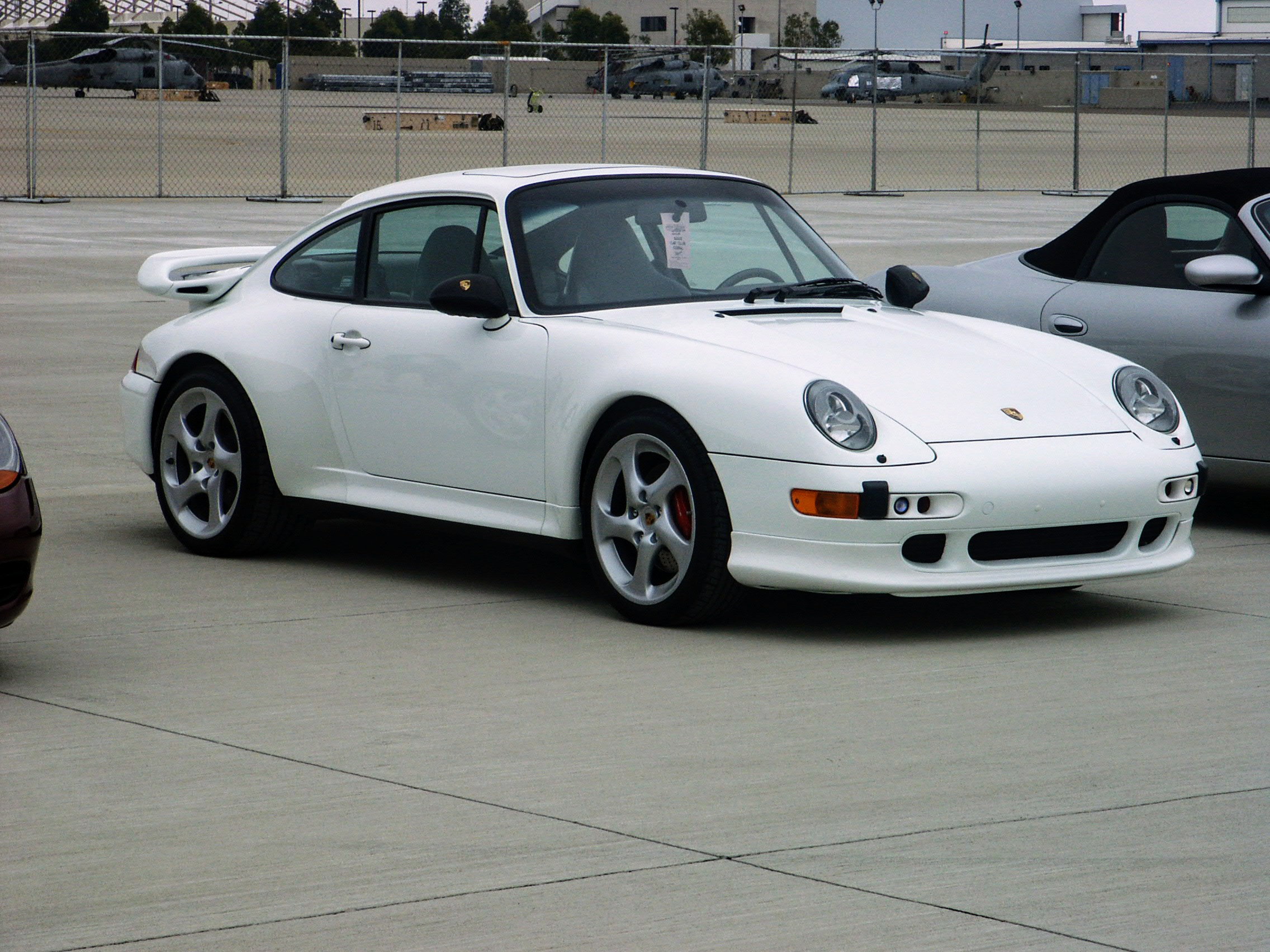
993 ターボ

## 5代目 996型（1997年 - 2004年）
完全新設計のシャシを採用し、アイデンティティのひとつであった空冷エンジンも新設計の水冷エンジンに変更された。

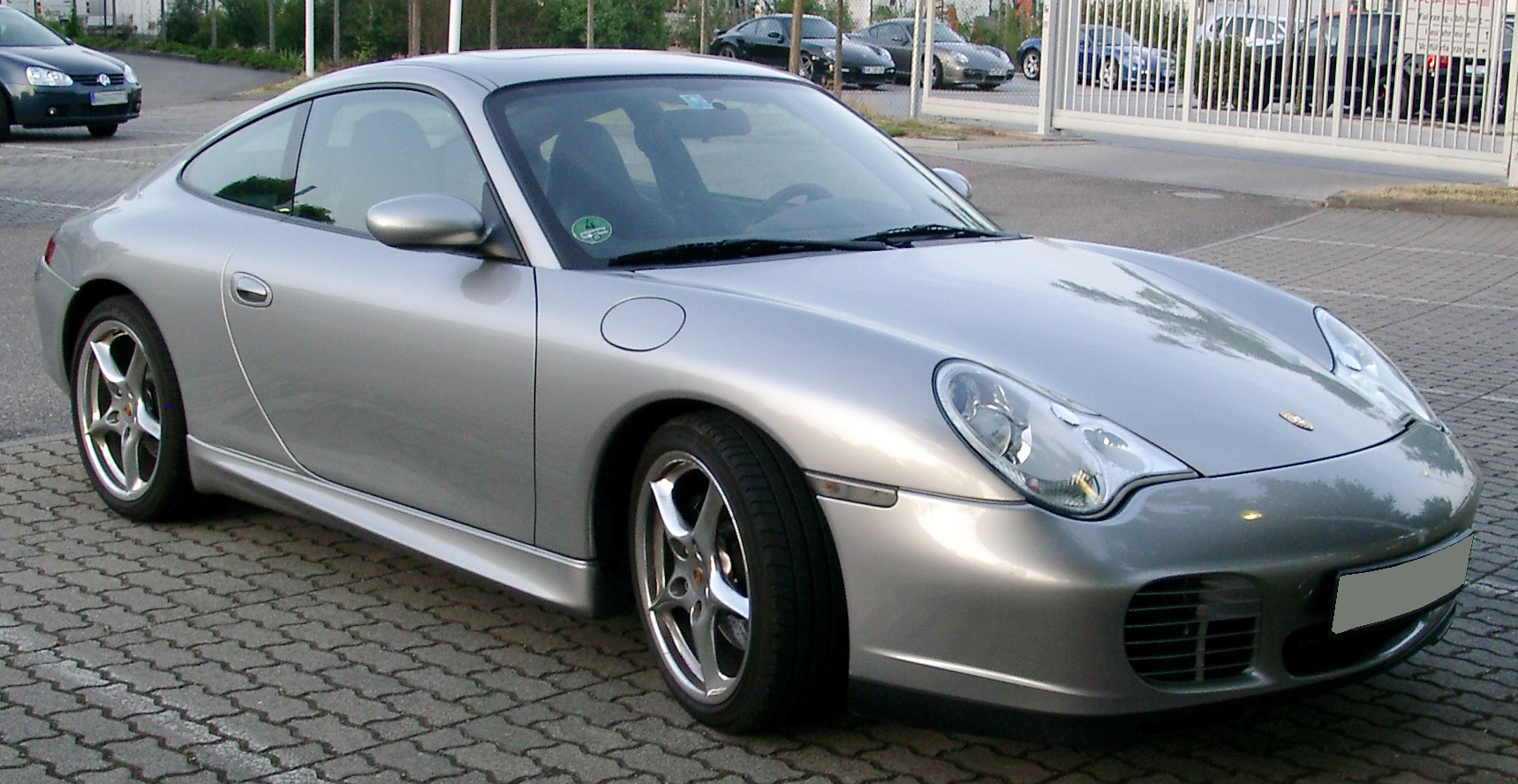
996型

## 6代目 997型（2004年 - 2011年）
996型で不評だった涙滴型ヘッドライトを廃止し、旧来の丸型ヘッドランプに回帰した。シャシは996をベースとし、エンジンも前期型は996のものをベースとするが、後期型では新開発の直噴エンジンに変更され、トランスミッションにPDKが導入された。

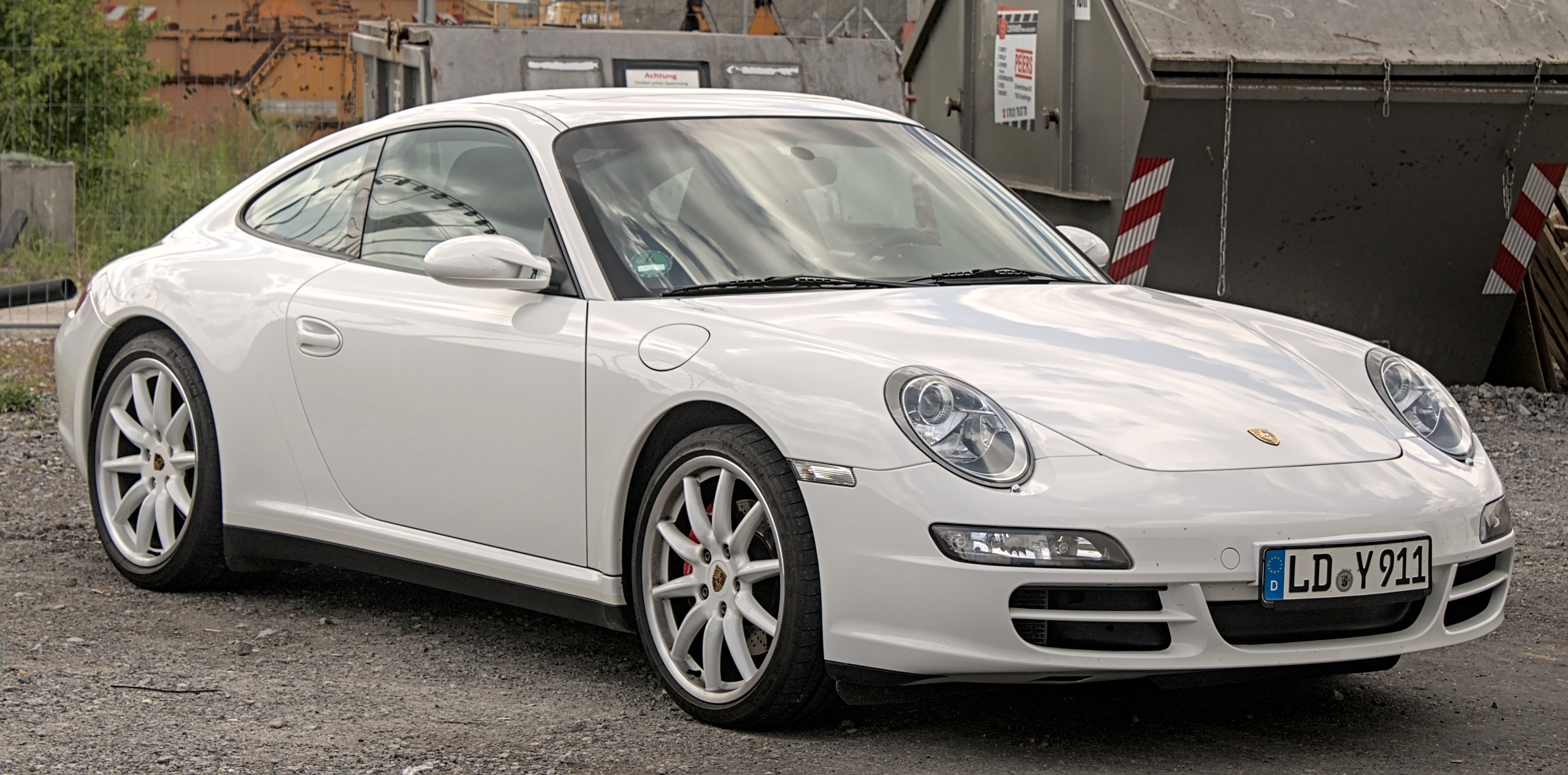
997型

## 7代目 991型（2011年 - 2018年）
ボディに軽量金属を使用し、剛性アップと軽量化の両立が図られた。前期型は997後期型の自然吸気（NA）エンジンを改良して採用するが、後期型はGT3等の一部グレードを除き、全車ターボチャージャー付きエンジンに移行した。

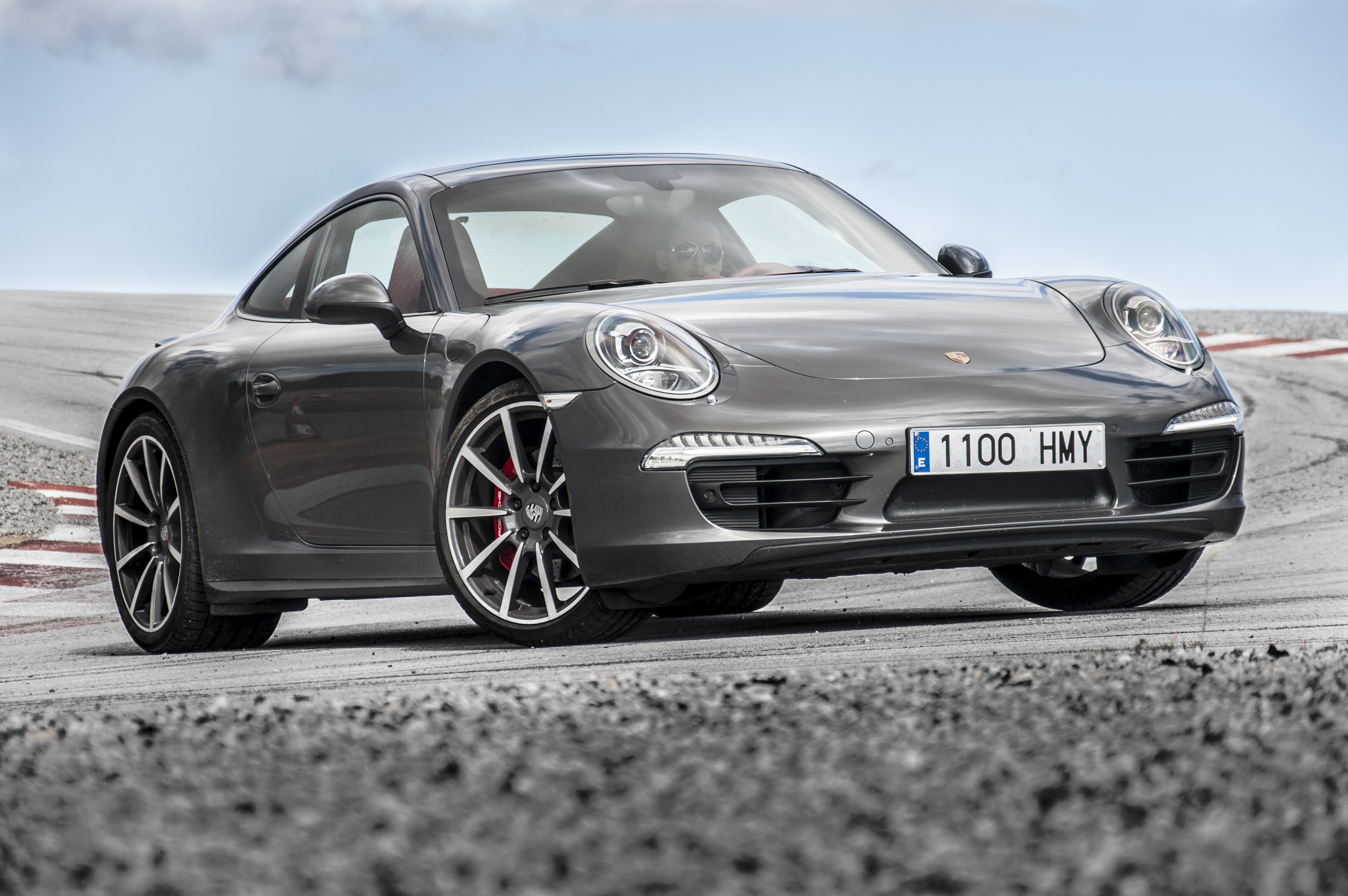
991型 カレラ4S

## 8代目 992型（2018年 - ）
内外装を中心にモダナイズされた。GT3には911史上初のフロントダブルウィッシュボーンサスペンションが与えられた。

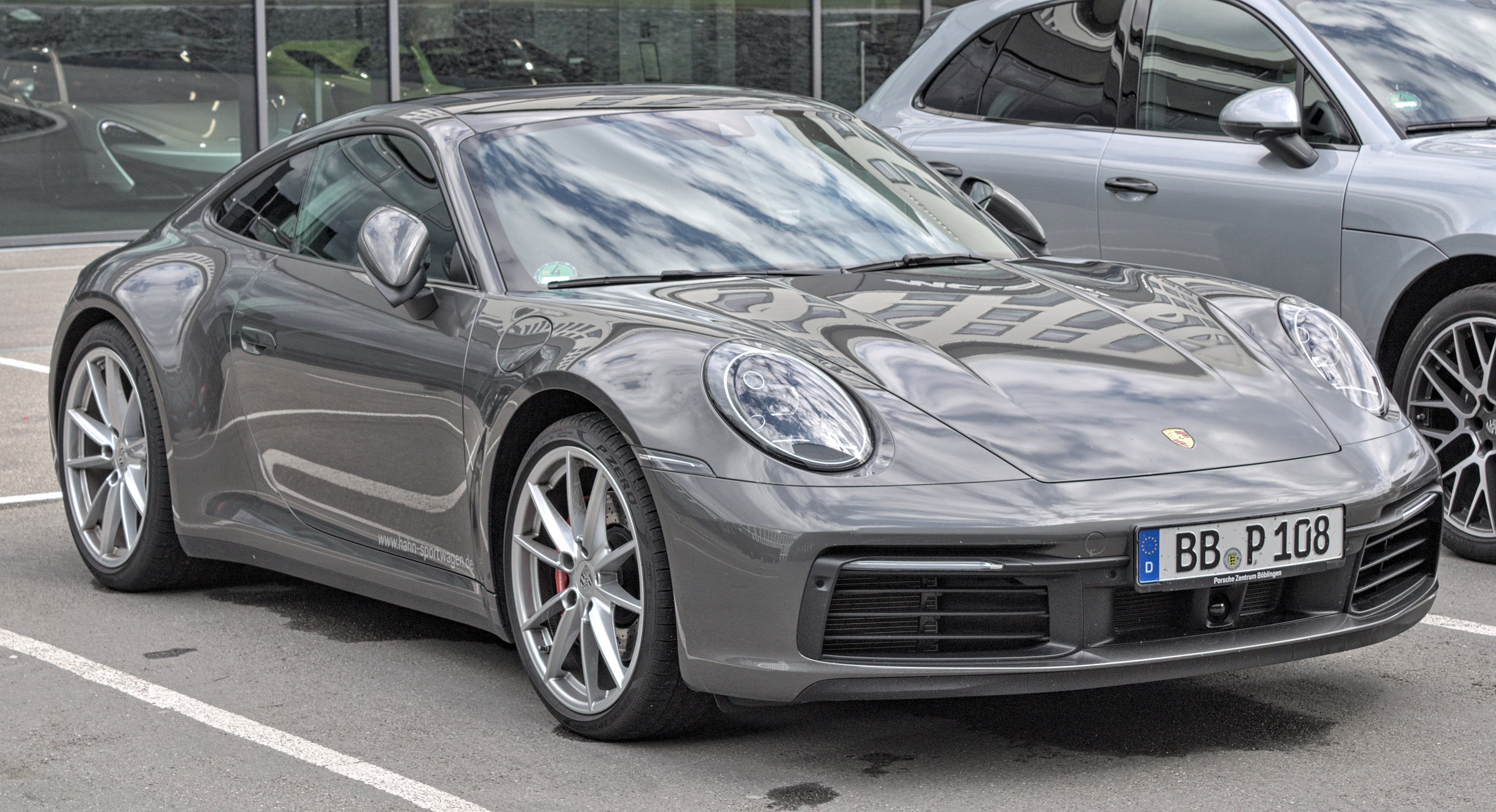
992型

## インターミディエイトシャフトの破損について
996型と997前期型に搭載された水冷エンジンは、同じ形式のヘッドおよびシリンダーを左右で共用するため、タイミングチェーンがエンジンの左右バンクで前後に分かれて配置されている。このため、クランクシャフトからカムシャフトへ動きを伝達するインターミディエイトシャフトが延長されクランクケースを前後に貫通している（空冷時代の基本構造を受け継いだクランクケースを継続使用するターボ、GT2、GT3を除く）。
このインターミディエイトシャフトの不具合がブログ、掲示板、日本国土交通省の自動車不具合情報ホットラインなどで報告されている。ポルシェ本社は本不具合に対する公式見解を発表していないが、利用者からの情報を総合すると剛性不足とベアリング潤滑不良に起因する不具合が996型および997前期型で発生している。997前期型の2006年と2007年モデルで応急的な対策（ボルトなどの改良）がなされたが、当該年式においても依然としてインターミディエイトシャフトの不具合は散見される。本不具合はエンジン稼働中に応力のかかるインターミディエイトシャフト（のボルトおよびベアリングの経年変化によって潤滑不良となった部分）に負荷が集中した結果、突然耐え切れず破損してしまうものである。これにより、インターミディエイトシャフトを通して制御されていたカムシャフトが暴走し、最悪の場合エンジンブローを起こすおそれがある。修理には大規模の修理もしくはエンジンの交換が必要となる。2012年10月より、本件に関してポルシェジャパンによるサービスキャンペーン（リコールとは異なる）が実施され、該当車（2001年5月4日から2005年2月21日製造分）は無償で点検、必要に応じ修理されることになった。
なお、直噴エンジンに換装された997後期型からはインターミディエイトシャフトそのものが存在しないため、本不具合とは無縁である。